# Ariel Rathaus
Ariel Rathaus (Roma, 1949) è un critico letterario, traduttore e docente israeliano.

## Biografia
Si è laureato in filosofia all'Università degli Studi La Sapienza di Roma con una tesi su Estetica e teoria letteraria nel 1974. Dal 1976 insegna letteratura italiana all'Università Ebraica di Gerusalemme. Ha insegnato anche letteratura ebraica (1978-79/1986-87), letteratura comparata all'Università "Bar Ilan" (1990-91) e scienza della traduzione della letteratura ebraica in italiano all'Università Statale di Milano (2003-08). Attualmente insegna al "Dipartimento di studi romanzi e latino-americani", sempre dell'"Università ebraica di Gerusalemme".
Ha pubblicato una raccolta di poesie in ebraico nel 2001. Ha lavorato come curatore editoriale per l'editore "Keter" (1988-89); ha pubblicato articoli di critica letteraria sul quotidiano Haaretz; svolge tuttora un'intensa attività di traduttore, sia dall'ebraico all'italiano che viceversa. Tra le sue traduzioni in italiano ha pubblicato antologie di poeti quali Yehuda Amichai, Natan Zach e Meir Wieseltier, e un'antologia generale sui poeti israeliani contemporanei. 
Tra le sue traduzioni in ebraico ha pubblicato un'antologia di letteratura italiana modernista; una nuova versione del Decameron di Giovanni Boccaccio, che completa e commenta la traduzione incompiuta di Gaio Sciloni; e la prima traduzione in ebraico de La  scienza nuova di Giambattista Vico per l'editore "Shalem" di Gerusalemme, con la quale ha ottenuto il Premio Flaiano per l'Italianistica nel 2006. Ha pubblicato la traduzione delle poesie di Primo Levi nel 2012 per l'editore "Carmel" di Gerusalemme. Attualmente è impegnato nella traduzione del Dialogo sopra i due massimi sistemi del mondo di Galileo Galilei. Ha pubblicato molti saggi letterari sulla poesia italiana moderna. tra gli altri Italo Svevo, Luigi Pirandello, Alberto Moravia, Cesare Pavese, Giorgio Bassani, Italo Calvino; oltre a molti studi comparativi sulle relazioni tra le letterature italiana ed ebraica nei periodo rinascimentale e barocco, tra cui: 
- Per una classificazione delle ottave di Josef Zarfati
- Poetiche della scuola ebraico-italiana
- Lingua letteraria e lingua santa nel "Leshon Limmudim" di Moseh Hayyim Luzzatto
- Ramhal - Pensiero ebraico e kabbalah tra Padova ed Eretz Israel

La sua pubblicazione più importante nel campo della ricerca consiste in un'edizione interamente annotata dell'opera del poeta ebreo barocco Joshua Levi di Venezia (Una tazza di consolazione ed altre elegie).
È consigliere del "Consiglio nazionale per la letteratura mondiale" nel settore delle traduzioni in ebraico della letteratura di tutto il mondo. È membro del "Consiglio editoriale israeliano" del periodico italiano La rassegna mensile di Israel. La sua ricerca riguarda in modo particolare l'analisi comparativa dei testi letterari ebraici e italiani, la teoria poetica e letteraria, e la teoria della traduzione.

## Opere scelte

### In italiano (traduzione e cura editoriale)
- Yehuda Amichai, Poesie, Milano, Crocetti, 1993
- Natan Zach, Sfavorevole agli addii, Roma, Donzelli, 1996
- Noemi Vogelmann Goldfeld, Roma. Una storia d'amore. Introduzione al Mosè, Firenze, Giuntina, 1997, ISBN 88-8057-053-6
- Meir Wieseltier, Lontano dall'alzabandiera, Genova, San Marco dei Giustiniani, 2003
- AA.VV., Poeti israeliani, Milano, Einaudi, 2007

### In ebraico (poesia)
- Sefer ha-zichronot (Libro di memorie), Gerusalemme, 2001